# ويليام جيمس هارتلي
ويليام جيمس هارتلي هو سياسي كندي، ولد في 12 يونيو 1945 بفانكوفر في كندا، وتوفي في 4 مايو 2003. حزبياً، نشط في الحزب الديمقراطي الجديد في كولومبيا البريطانية ‏.